# Urszula Ślusarczyk
Urszula Ślusarczyk (ur. 1968 w Lublinie) – polska artystka malarka, profesor sztuk plastycznych.

## Życiorys
W 1994 ukończyła studia w Instytucie Wychowania Plastycznego Uniwersytetu Marii Curie-Skłodowskiej w Lublinie (dyplom w pracowni prof. Mariana Stelmasika). W 2000 była stypendystką Ministerstwa Kultury i Dziedzictwa Narodowego. Doktoryzowała się w 2003 na Akademii Sztuk Pięknych im. Jana Matejki w Krakowie w oparciu o zespół prac malarskich „Ślady czasu” i pracę pisemną. Habilitację uzyskała w 2008. 14 sierpnia 2014 otrzymała tytuł profesora sztuk plastycznych.
Jako nauczyciel akademicki związana z Instytutem Sztuk Pięknych Uniwersytetu Jana Kochanowskiego w Kielcach (pełniła funkcję wicedyrektora tego instytutu; objęła również kierownictwo Zakładu Malarstwa i Rzeźby). Wybrana na prodziekana Wydziału Pedagogicznego i Artystycznego UJK w kadencji 2016–2020.
Uprawia malarstwo, rysunek, grafikę i fotografię. Już wczesne jej prace charakteryzował monochromatyzm, tj. stosowanie jednej barwy w różnych odcieniach. Punkt wyjścia w przypadku wielu jej pracy stanowi natura. W katalogu z jednej wystaw napisała, że jej dzieła są „efektem mojej obecności w określonych środowiskach przyrodniczych i kulturowych”.
Zrealizowała m.in. cykle: „Architektura drewniana” (1995) i „W kręgu architektury drewnianej” (2000), w których wykorzystała fotografie elementów konstrukcyjnych starych wiejskich chałup, oraz „Ślady czasu” (zapoczątkowany w 2002).
W 2020 odznaczona Srebrnym Krzyżem Zasługi.